# Seán Ó Faoláin

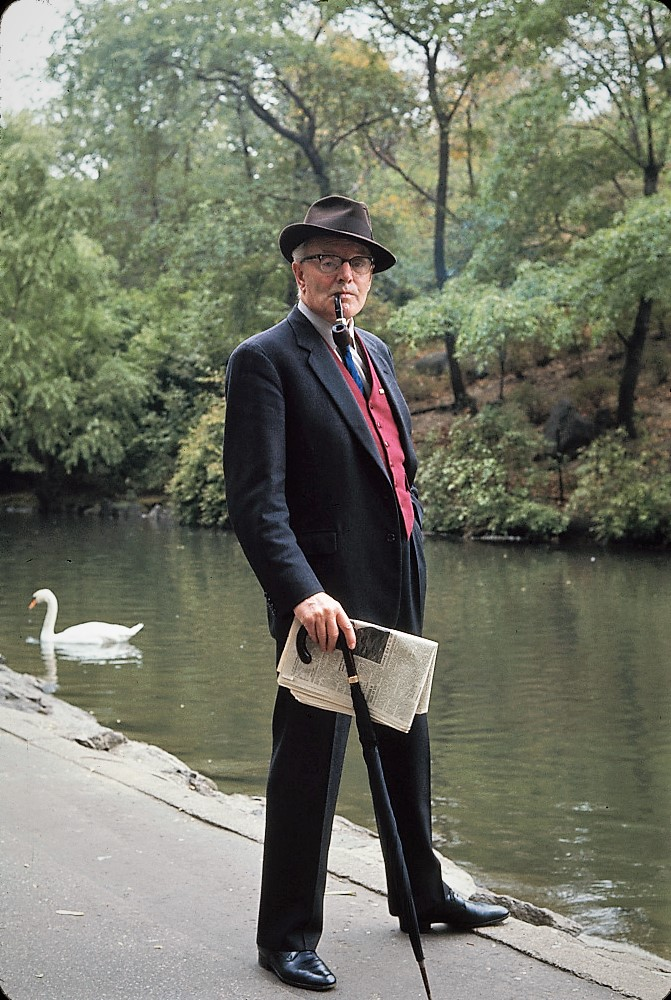
Seán Ó Faoláin (1964)

Seán Proinsias Ó Faoláin (auch Sean O’Faolain, geboren als John Francis Whelan; * 22. Februar 1900 in Cork; † 20. April 1991 in Dublin) war ein irischer Schriftsteller.

## Leben und Werk
Seán Ó Faoláin wurde am 22. Februar 1900 als John Whelan in Cork geboren. Sein Vater, ein Polizist, war Mitglied der nach England gewandten königstreuen Royal Irish Constabulary, seine Mutter führte eine Pension für Künstler des nahegelegenen Opernhauses. In seiner Schulzeit weckten die Werke Daniel Corkerys sein Interesse für irische Kultur und Literatur, auch wenn er diese später ablehnte.
Bereits in jungen Jahren zeigte er sich als Rebell gegen die bestehenden Verhältnisse. Seine Auflehnung richtete sich zunächst gegen die erfolgs- und autoritätsorientierte Moral seines kleinbürgerlichen Elternhauses, gegen die kulturelle Provinzialität seiner Heimatstadt und zunehmend gegen die Ausrichtung des gesamten Lebens nach englischen Vorbildern unter Vernachlässigung der gälischen Kulturtradition und schließlich gegen die politische Herrschaft Englands in Irland.
Nach seiner Schulzeit studierte er am University College Cork Englisch, Irisch und Italienisch, kam mit der Republikanischen Bewegung in Berührung und schloss sich den Irish Volunteers (Vorläufern der Irish Republican Army, kurz IRA) an. Bereits als junger Student gälisierte er seinen Geburtsnamen John Whelan zu Seán Ó Faoláin und nahm bis zur Gründung des Irischen Freistaates an den Guerilla-Kämpfen gegen Polizei und Militär teil.
Wie viele Idealisten des Unabhängigkeitskampfes lehnte er den 1921 ausgehandelten Kompromiss-Vertrag ab, der die völlige Loslösung Irlands von Großbritannien verhinderte und zur Abtrennung von Nordirland führte. Er schloss sich den Republikanern an und war danach kurzzeitig Propagandachef der südirischen Irish Republican Army. Nachdem er jedoch in dieser exponierten Position den Zusammenbruch des republikanischen Widerstandes miterlebte, verließ er kurz darauf die IRA, da diese seiner Meinung nach unfähig war, ihre revolutionären Ziele durchzusetzen.
Nach dem Ende des Bürgerkriegs versuchte er zunächst als Handelsvertreter und Lehrer sowie danach durch die Rückkehr zur Universität Cork wieder den Anschluss an das zivile Leben zu finden. Sein Studium schloss er mit einem MA in Englischer Literatur ab. Ein dreijähriges Harvard-Stipendium ermöglichte es ihm anschließend, Distanz zu den eigenen Jugenderfahrungen zu gewinnen. Nach einigen weiteren Dozentenjahren in Amerika, wo er 1926 seine Frau Eileen in Boston heiratete, und späterer Lehrtätigkeit an einem englischen College kehrte er 1933 als freier Schriftsteller nach Irland zurück. 1932 wurde in London seine Tochter Julia O’Faolain geboren, die später ebenfalls Schriftstellerin wurde.
Im Gegensatz zu vielen anderen irischen Autoren, wie beispielsweise James Joyce, Seán O’Casey oder Samuel Beckett, „verzichtete er also auf ein selbstgewähltes Exil und stellte sich der Realität in seinem Heimatland trotz aller kulturellen, politischen und religiösen Beschränkungen, die er dort vorfand“.
1940 gründete er, gemeinsam mit Peadar O’Donnell, die Zeitschrift The Bell, die sich für die Regeneration der irischen Gesellschaft und die Etablierung neuer kultureller Maßstäbe einsetzte und die staatliche und private Literaturzensur sowie die Vorherrschaft des Klerus bekämpfte. The Bell wurde von ihm bis 1946 herausgegeben. In der Phase der kulturellen und politischen Selbstisolierung Irlands verschaffte Seán Ó Faoláin mit dieser Zeitschrift irischen Intellektuellen und Schriftstellern ein Forum für die Auseinandersetzung mit künstlerischen, kulturellen und gesellschaftspolitischen Fragen und ermöglichte ihnen zugleich den Zugang zu kulturellen Entwicklungen im Ausland.
Außer einer Fülle von Zeitschriftenaufsätzen zu literarischen Fragen und mehreren Büchern über Irland schrieb Ó Faoláin neben einer Komödie drei große Irland-Romane, die das Bild Irlands in den Jahrzehnten nach dem Unabhängigkeits- und Bürgerkrieg darstellen (A Nest of Simple Folk, Bird Alone, Come Back to Erin). Daneben verfasste er vor allem Kurzgeschichten, die in der Mittel- und Unterschicht Irlands spielen. Dabei thematisierte er insbesondere die Schattenseiten der irischen Nationalbewegung und des Katholizismus auf der Insel, aber auch die Repressionspolitik der Engländer zu Beginn des Jahrhunderts. Sein erster Kurzgeschichtenband (Midsummer Night Madness and Other Stories) erschien 1932, ein weiterer Band folgte 1937 (A Purse of Coppers). Erstmals 1957 wurde der mehrfach nachgedruckte Sammelband The Finest Stories of Sean O’Faolain veröffentlicht, der knapp dreißig von Ó Faoláin selbst ausgesuchte Geschichten enthält und aus literaturwissenschaftlicher Sicht zu den Höhepunkten der Kurzgeschichtenliteratur Irlands gezählt werden kann.
Von den traumatischen Erfahrungen aus der Zeit des Unabhängigkeitskampfes konnte er sich, wie viele andere irische Schriftsteller auch, lange Zeit nicht befreien. „Flucht und Verfolgung, Angst, Verrat, körperliche Entbehrungen, vor allem aber die Desillusionierung des Idealisten, der seine Ziele durch die politische Praxis pervertiert sieht,“ gehören zu den zentralen Motiven seiner frühen Werke.
In seinem späteren Werk befasste er sich mit der Thematik der Emigration vieler Iren nach Amerika und den daraus resultierenden Problemen. 1976 wurde er zum Mitglied der American Academy of Arts and Sciences ernannt. Er war Mitglied von Aosdána.

## Werke

### Originalausgaben
- Midsummer Night Madness, 1932
- Nest of Simple Folk, 1933
- Bird Alone, 1936
- Irish Journey, 1940
- Come Back to Erin, 1940
- Great O’Neill, 1942
- The Irish, 1947
- The Man Who Invented Sin, 1947 (Kurzgeschichte)
- Short Story, 1948
- Man Who Invented Sin and Other Stories, 1948
- Newman’s Way, 1952
- Autumn in Italy, 1953
- Vive Moi, 1965
- Talking Trees, 1970
- Foreign Affairs and Other Stories, 1975
- Selected Stories, 1978
- And Again ?, 1979

### Deutsche Ausgaben
- Erste und letzte Liebe, OT: Come Back to Erin, Übers. Elisabeth Schnack, Benziger Verlag 1951
  - auch als Komm heim nach Irland, 1964
- Der Einzelgänger, OT: Bird Alone, Übers. Elisabeth Schnack, Diogenes Verlag 1965
- Nest voll kleiner Leute, OT: Nest of Simple Folk, Übers. Elisabeth Schnack, Diogenes Verlag 1966
- Der erste Kuss. Acht Stories, Übers. Elisabeth Schnack, Nymphenburger Verlag 1958
- Dividenden. Neun Liebesgeschichten, Übers. Elisabeth Schnack, Diogenes Verlag 1969
(enthalten: u. a. So unschuldig so schön; Die junge Generation; Der Binsenstuhl; Im Herzen des Landes; Eines Nachts in Turin; Dividenden)
  - auch als Trinker und Träumer, Diogenes Verlag, ISBN 3-257-20741-7
- Sünder und Sänger. Erzählungen, Übers. Elisabeth Schnack, Diogenes Verlag, ISBN 3-257-20231-8
- Lügner und Liebhaber. Erzählungen, Übers. Elisabeth Schnack, Diogenes Verlag, ISBN 3-257-20742-5
  - enthalten: u. a. Kitty Zaunkönig; Wunder geschehen nicht zweimal; Der Mann, der die Sünde erfand; Der falsche Gott; Weide meine Lämmer; Bombensichere Sache; Die einsame Frau; Seine Tauben; Die Egoisten
- Elisabeth Schnack (Hrsg.): Irische Erzähler, Manesse Verlag 9. Aufl. 1995, ISBN 3-7175-1200-5
  - enthält von Seán Ó Faoláin: Das stille Tal und ein Nachwort